# The Beatles no The Ed Sullivan Show

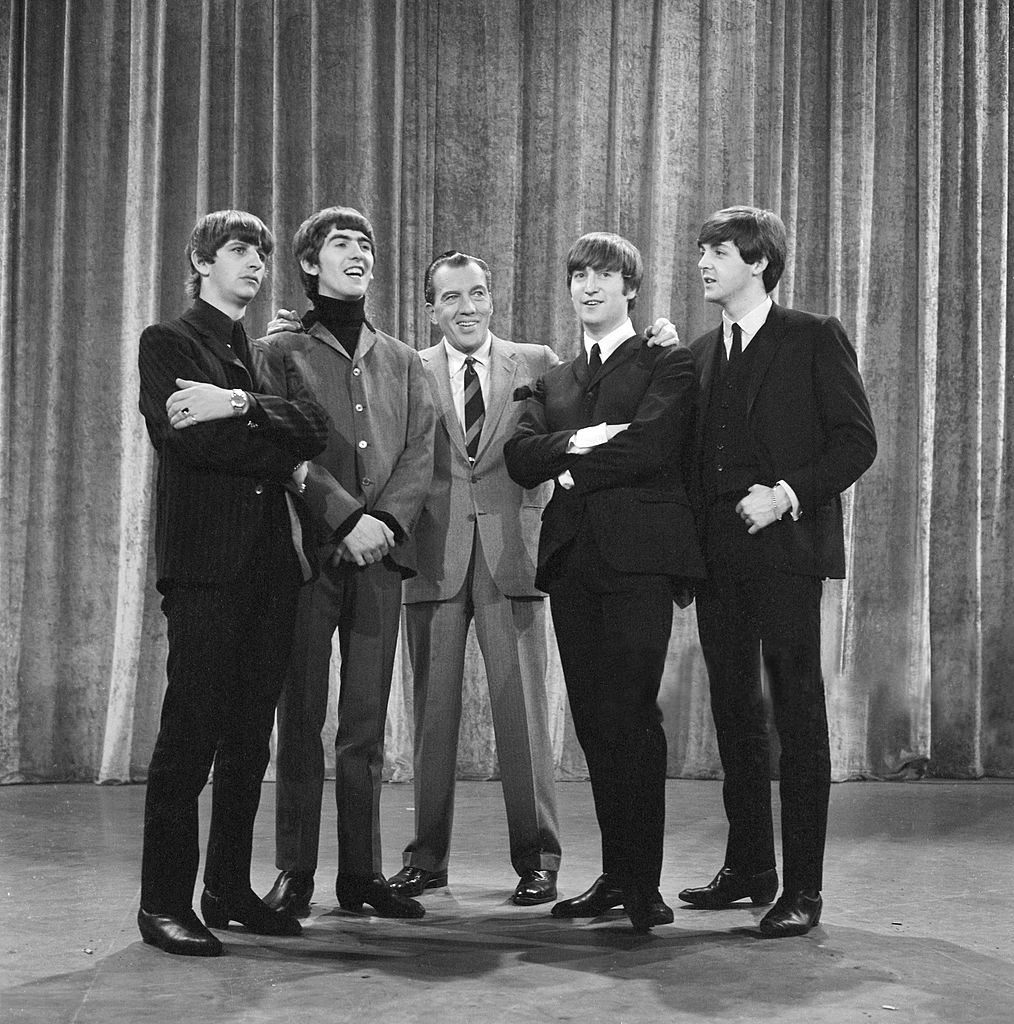
The Beatles com Ed Sullivan (8 de fevereiro de 1964)

The Beatles fizeram várias aparições no The Ed Sullivan Show, incluindo três em fevereiro de 1964, que estavam entre suas primeiras aparições diante de um público americano. A sua primeira aparição, a 9 de Fevereiro, foi vista por mais de 73 milhões de espectadores e passou a ser considerada um divisor de águas cultural que lançou a Beatlemania americana — bem como a invasão britânica mais ampla da música pop americana  — e inspirou muitos jovens espectadores a tornarem-se músicos de rock.  A banda também fez outra aparição durante sua turnê pelos Estados Unidos em 1965.

## Antecedentes
O compositor e defensor da música norte-americano Bernard Herrmann relembrou em 1970 que, por volta de 1962, ele havia retornado aos EUA de um trabalho como maestro em Liverpool com os primeiros discos dos Beatles da Parlophone que recebeu da banda. Segundo ele, os Beatles, na época lutando para serem notados e gravados por grandes gravadoras, estavam interessados em aparecer em programas de televisão dos EUA, como o Ed Sullivan Show, e em fazer gravações com gravadoras americanas, em troca de um pagamento de cerca de mil dólares. Herrmann afirmou ter tentado, sem sucesso, persuadir os executivos da Universal Records e da Columbia Broadcasting System de que os Beatles tinham algo novo a oferecer. 
A sorte dos Beatles mudou depois que o agente de talentos do Ed Sullivan Show, Jack Babb, viu a banda duas vezes em um show no Reino Unido no ano seguinte, após ser convidado por Peter Prichard, um agente de talentos de Londres que também era amigo do empresário dos Beatles, Brian Epstein.  Babb inicialmente não estava interessado em contratar o grupo para o show, já que os artistas musicais britânicos da época tinham pouco sucesso comercial nos Estados Unidos  Então, em 31 de outubro, Ed Sullivan estava no Aeroporto de Heathrow, em Londres, e viu uma multidão de 1.500 fãs aguardando o retorno dos Beatles de uma turnê pela Suécia. Impressionado com a multidão, Sullivan se interessou em contratar os Beatles para seu show, e Prichard notificou Epstein. 
Epstein voou para Nova York em 5 de novembro para promover outro de seus artistas, Billy J. Kramer and the Dakotas. Seis dias depois, Epstein e Sullivan se encontraram no Hotel Delmonico e concordaram que os Beatles fariam três shows — dois ao vivo e um gravado.  Os Beatles acabaram ganhando US$ 2.400 (US$ 18.025 em dólares 2022) em cada um dos três shows. 
Os Beatles começaram a receber atenção na grande imprensa americana e nas rádios em novembro e dezembro de 1963.   Devido à crescente demanda dos ouvintes, o primeiro single da banda pela Capitol Records, "I Want to Hold Your Hand", foi lançado às pressas no final de dezembro, três semanas antes do previsto.  (A Capitol esperava que a data original de lançamento do single, em 16 de janeiro de 1964, permitiria que as aparições dos Beatles no Sullivan Show no início de fevereiro aumentassem as vendas. Em vez disso, a música alcançou o topo da parada Billboard Hot 100 em 25 de janeiro de 1964, pouco antes da chegada dos Beatles aos Estados Unidos). 

## Aparições

### 1964
Os Beatles voaram para o Aeroporto Internacional John F. Kennedy em 7 de fevereiro para uma multidão de 5.000 fãs,  e após uma entrevista coletiva chegaram ao Plaza Hotel em Manhattan.
Durante os ensaios de 8 de fevereiro para sua primeira apresentação, o guitarrista principal George Harrison ficou confinado no hotel enquanto se recuperava de uma dor de garganta; o empresário dos Beatles, Neil Aspinall, e um funcionário do Ed Sullivan Show se revezaram substituindo George durante os ensaios. 

#### 9 de fevereiro

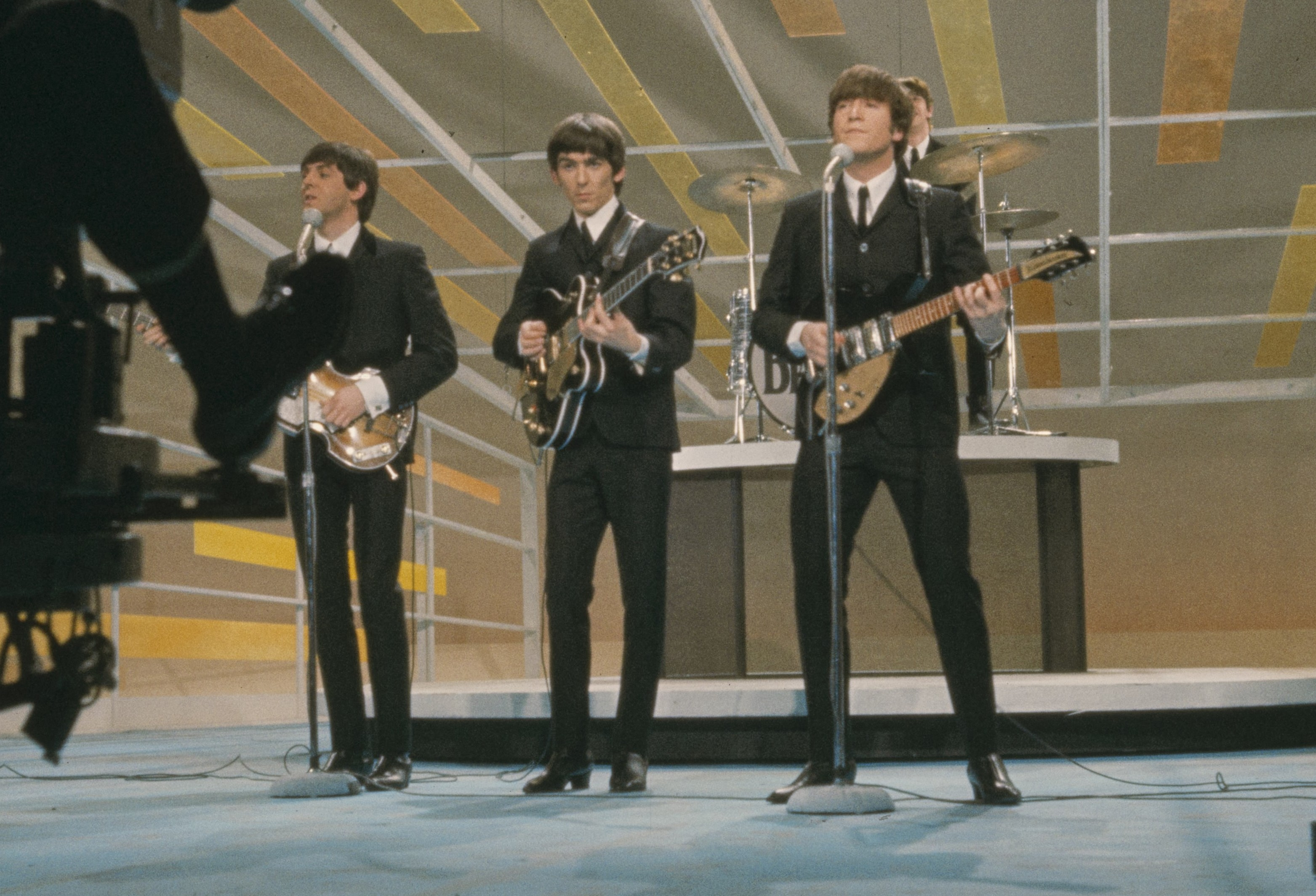
Os Beatles tocando "I Want to Hold Your Hand" no The Ed Sullivan Show em 9 de fevereiro de 1964

A CBS viu uma grande expectativa pela primeira aparição dos Beatles, com 50.000 pedidos de ingressos para o Studio 50 de 728 lugares (agora conhecido como Ed Sullivan Theater), onde a banda se apresentaria,  superando em muito os 7.000 pedidos para a estreia de Elvis Presley em 1957.  Entre os presentes estavam as filhas de Richard Nixon, Julie e Tricia, que foram convidadas pela filha do apresentador da NBC Jack Paar, Randy.  Nos bastidores antes do show, o recém-ganhador da medalha de ouro olímpica na patinação de velocidade Terry McDermott, um barbeiro de meio período, posou para fotos com a banda nas quais fingiu cortar o cabelo de Paul McCartney enquanto os outros membros da banda e Sullivan observavam com horror fingido. 
Sullivan começou o show dizendo ao público que Elvis Presley e seu empresário, o Coronel Tom Parker, enviaram aos Beatles um telegrama desejando-lhes sucesso na América (embora tenha sido relatado mais tarde que Parker enviou o telegrama sem o conhecimento de Presley).  Sullivan então apresentou os Beatles, que abriram cantando "All My Loving"; "Till There Was You", que apresentava os nomes dos membros do grupo sobrepostos em fotos em close, incluindo a famosa legenda "SORRY GIRLS, HE'S MARRIED" de John Lennon; e "She Loves You".  O ato que se seguiu aos Beatles na transmissão, o mágico Fred Kaps, foi pré-gravado para dar tempo para uma elaborada mudança de cenário.  O grupo retornou mais tarde no programa para apresentar "I Saw Her Standing There" e "I Want to Hold Your Hand". 
A aparição em 9 de fevereiro é considerada um marco na cultura pop americana e, além disso, o início da Invasão Britânica na música. A transmissão atraiu mais de 73 milhões de espectadores, um recorde para a televisão dos EUA na época (quebrado três anos depois pelo final da série The Fugitive).  A transmissão obteve uma classificação de 45,3 e 60% de participação,  e foi a primeira vez em sete anos que Sullivan alcançou o topo das classificações noturnas.  (Uma transmissão típica de Sullivan na época atraiu cerca de 21 milhões de espectadores). 
Os Beatles tiveram reações mistas ao valor da produção de sua performance, com Paul McCartney comentando mais tarde que o volume do microfone de Lennon estava muito baixo. 

#### 16 de fevereiro
Após um show em 11 de fevereiro no Washington Coliseum, em Washington, DC, e dois shows em 12 de fevereiro no Carnegie Hall, em Nova York, os Beatles voaram para Miami Beach em 13 de fevereiro,  onde Cassius Clay (mais tarde conhecido como Muhammad Ali) estava treinando para sua primeira luta pelo título com Sonny Liston (em 18 de fevereiro, os Beatles eventualmente posariam para fotos publicitárias com Clay em uma academia de boxe).  Os Beatles realizaram ensaios nos dias 14 e 15 de fevereiro  A banda ficou hospedada no Hotel Deauville, que também foi o local de transmissão do show.  Os Beatles ensaiavam no porão do hotel. 
Na noite do programa de televisão, uma multidão quase impediu a banda de subir no palco. Foi necessária uma equipe de policiais e a banda começou a tocar "She Loves You" segundos depois de pegar seus instrumentos. Eles continuaram com " This Boy" e "All My Loving", depois retornaram mais tarde para fechar o show com "I Saw Her Standing There", "From Me to You" e "I Want to Hold Your Hand". 
A audiência deste show foi de cerca de 70 milhões, quase igualando a apresentação da semana anterior. 
John Lennon tocou uma nova guitarra Rickenbacker 325 neste show depois que executivos da empresa notaram as más condições da 325 original de Lennon durante o show de 9 de fevereiro e determinaram que Lennon recebesse uma substituta. Lennon continuou a usar o "Miami" 325 como seu principal instrumento de palco durante o resto das turnês do grupo em 1964 e 1965. 

#### 23 de fevereiro
A terceira aparição dos Beatles foi ao ar em 23 de fevereiro, embora tenha sido gravada em 9 de fevereiro, antes de sua primeira apresentação ao vivo. Eles seguiram a introdução de Ed com "Twist and Shout" e "Please Please Me" e fecharam o show mais uma vez com "I Want to Hold Your Hand".

#### 24 de maio
Nesta ocasião, o programa exibiu uma entrevista com a banda e uma apresentação gravada de "You Can't Do That". 

### 1965
Os Beatles foram gravados ao vivo pela última vez em 14 de agosto de 1965. A apresentação foi transmitida em 12 de setembro de 1965 e rendeu a Sullivan 60% da audiência noturna. Desta vez, eles seguiram três atos antes de sair para executar "I Feel Fine", "I'm Down" e "Act Naturally" e então fecharam o show com "Ticket to Ride", "Yesterday" e "Help!" 

### Anos posteriores
Embora os Beatles raramente se apresentassem ao vivo depois de 1966, o grupo forneceu clipes promocionais filmados de músicas para serem exibidas exclusivamente no programa de Sullivan nos anos seguintes, incluindo vídeos de "Paperback Writer" e "Rain" de junho de 1966 e três clipes de 1967, incluindo "Penny Lane", "Strawberry Fields Forever" e "Hello, Goodbye". 
As últimas aparições dos Beatles no The Ed Sullivan Show ocorreram em 1 de março de 1970, quando lançaram vídeos promocionais de "Two of Us" e "Let It Be". 
McCartney afirmou em uma entrevista coletiva em 1990 que encontrou Sullivan novamente no início dos anos 1970, embora Sullivan parecesse não ter nenhuma lembrança de McCartney ou dos Beatles aparecendo em seu programa. A comediante Joan Rivers afirmou posteriormente que Sullivan sofria de demência nessa época de sua vida.  Sullivan morreu em 1974.

## Legado e impacto

### Recepção contemporânea
As aparições dos Beatles no Sullivan Show catalisaram uma série de sucessos comerciais extraordinários nos EUA; os Beatles venderam 2,5 milhões de discos no país no mês seguinte à primeira aparição e, no início de abril, tornaram-se o primeiro ato a ocupar todas as 5 primeiras posições na parada Billboard Hot 100.  
A maioria dos críticos culturais americanos respondeu às performances dos Beatles expressando perplexidade com as reações invulgarmente fortes do público ou zombando dos cortes de cabelo dos Beatles, com apenas alguns se concentrando nas performances e talentos musicais dos Beatles.   O reverendo Billy Graham, que assistiu ao primeiro programa apesar de sua habitual evitação da TV no domingo, descartou a Beatlemania como uma "fase passageira". 

### Legado histórico e cultural
Em retrospectiva, os críticos reconheceram as aparições dos Beatles, particularmente a de 9 de fevereiro, como um momento cultural decisivo para os americanos na década de 1960.  Em 1994, o Museu de Televisão e Rádio relatou que a apresentação de 9 de fevereiro foi um dos clipes de TV mais solicitados do museu. Ron Simon, curador do museu para a televisão, comentou que "foi tremendamente significativo. Toda a ideia do fenômeno intercultural, toda a ideia da Beatlemania, tudo se reuniu aqui."  Os comentaristas também atribuíram as aparições dos Beatles no Sullivan Show e a Beatlemania inicial por ajudar a curar o trauma nacional do assassinato de John F. Kennedy em novembro de 1963. 
Vários artistas musicais citaram as aparições dos Beatles no Ed Sullivan Show como inspiração para se tornarem músicos, incluindo Billy Joel, Tom Petty, Gene Simmons, Joe Perry, Nancy Wilson,  Kenny Loggins, Mark Mothersbaugh  e Bruce Springsteen.  Wilson relembrou em 2007: "O raio caiu do céu e atingiu [minha irmã] Ann e eu na primeira vez que vimos os Beatles no The Ed Sullivan Show.... Houve tanta expectativa e entusiasmo sobre os Beatles que foi um grande evento, como o pouso na lua: foi o momento em que Ann e eu ouvimos o chamado para nos tornarmos músicos de rock." 
McCartney se apresentou no Ed Sullivan Theater duas vezes desde que deixou os Beatles - uma vez em 1992 e outra em 2009 na marquise externa do edifício.  

#### Homenagens
A CBS continua a usar o Teatro Ed Sullivan para produções de TV. Em fevereiro de 2014, para o 50º aniversário da primeira aparição dos Beatles, Paul McCartney e Ringo Starr retornaram ao teatro para uma entrevista conjunta com David Letterman.  Em 9 de fevereiro, no 50º aniversário da primeira apresentação dos Beatles no Ed Sullivan, a CBS News organizou uma mesa redonda no teatro. Anthony Mason moderou o painel, que consistia em Pattie Boyd, Neil Innes, Mick Jones, Tad Kubler, John Oates, Peter Asher, Nile Rodgers e Julie Taymor. 
Na comédia dramática de 1996, That Thing You Do!, quando a banda fictícia dos anos 1960, The Wonders, aparece no The Hollywood Television Showcase, um membro recebe a legenda "Cuidado, meninas, ele está noivo!" 
O videoclipe do single de sucesso de 2003 do Outkast, "Hey Ya!", imitou a aparição dos Beatles no Ed Sullivan Show, embora o cenário seja invertido, com o OutKast tocando a banda americana fictícia Love Below na frente de um público britânico. 
Em 15 de maio de 2019, a banda pop coreana BTS prestou homenagem à primeira aparição dos Beatles no Ed Sullivan Show filmando dois segmentos musicais em preto e branco em ternos estilo Beatles para o The Late Show with Stephen Colbert, com Colbert se vestindo como Sullivan para a ocasião. O Late Show é filmado no Teatro Ed Sullivan. 
Em 11 de novembro de 2023, a banda americana de indie rock Boygenius apresentou suas músicas "Not Strong Enough" e "Satanist" no Saturday Night Live com um cenário construído para se parecer com o do Ed Sullivan Show. A banda também vestia ternos e apresentava uma bateria Ludwig no estilo dos Beatles com um bumbo que imitava o logotipo dos Beatles. 